# Borghetto (Noceto)
Borghetto, spesso indicato come Borghetto di Noceto, è una frazione del comune di Noceto, in provincia di Parma.
La località dista 2,62 km dal capoluogo.

## Geografia fisica
Borghetto sorge in posizione pressoché pianeggiante alla quota di 108 m s.l.m., ai piedi dei primi rilievi collinari dell'Appennino parmense; la località è collocata tra il torrente Parola e il rio Borghetto.

## Storia
In epoca medievale Borghetto Lanzabordoni era collocato lungo una delle deviazioni della via Francigena che collegavano Borgo San Donnino a Costamezzana; a servizio dei numerosi pellegrini diretti dal Nord Europa a Roma vi furono edificati dai frati cistercensi dell'abbazia di Chaise-Dieu un ospizio per viandanti e una chiesa.
In seguito Borgo San Donnino perse l'autorità su Borghetto; la via Francigena subì quindi una leggera deviazione verso nord, per dirigersi verso Coduro e Sanguinaro.
Il borgo, dipendente dal vicino castello di Costamezzana, fu successivamente assegnato insieme alle terre circostanti ai marchesi Pallavicino; nel 1430 risultava infatti tra le dipendenze di Rolando il Magnifico. Tuttavia, nel 1441 Niccolò Piccinino convinse Filippo Maria Visconti del tradimento del Marchese e si fece incaricare di conquistare lo Stato Pallavicino; Rolando fu costretto alla fuga e tutti i suoi feudi furono incamerati dal duca di Milano, che ne assegnò una cospicua parte, comprendente anche Costamezzana con Cella e Borghetto, al Piccinino; alla morte di quest'ultimo, nel 1445 il Visconti investì del castello di Costamezzana i figli Jacopo e Francesco Piccinino, ma pochi anni dopo la zona tornò nuovamente a Rolando il Magnifico.
Alla morte del Marchese nel 1457, il feudo di Costamezzana con le sue dipendenze fu assegnato al figlio Giovan Manfredo, marchese di Polesine, che lo trasmise ai suoi discendenti; l'ultimo marchese Giulio morì nel 1600 e il feudo fu assorbito dalla Camera ducale di Parma.
Nel 1625 il feudo di Cella e Costamezzana fu acquistato dal marchese Alessandro Bergonzi e nel 1706 fu elevato rango di marchesato dal duca Francesco Farnese, che lo assegnò al governatore di Parma Benedetto Mischi; i suoi discendenti ne detennero i diritti fino alla loro abolizione sancita da Napoleone nel 1805.

## Monumenti e luoghi d'interesse

### Chiesa di San Pietro in Vincoli

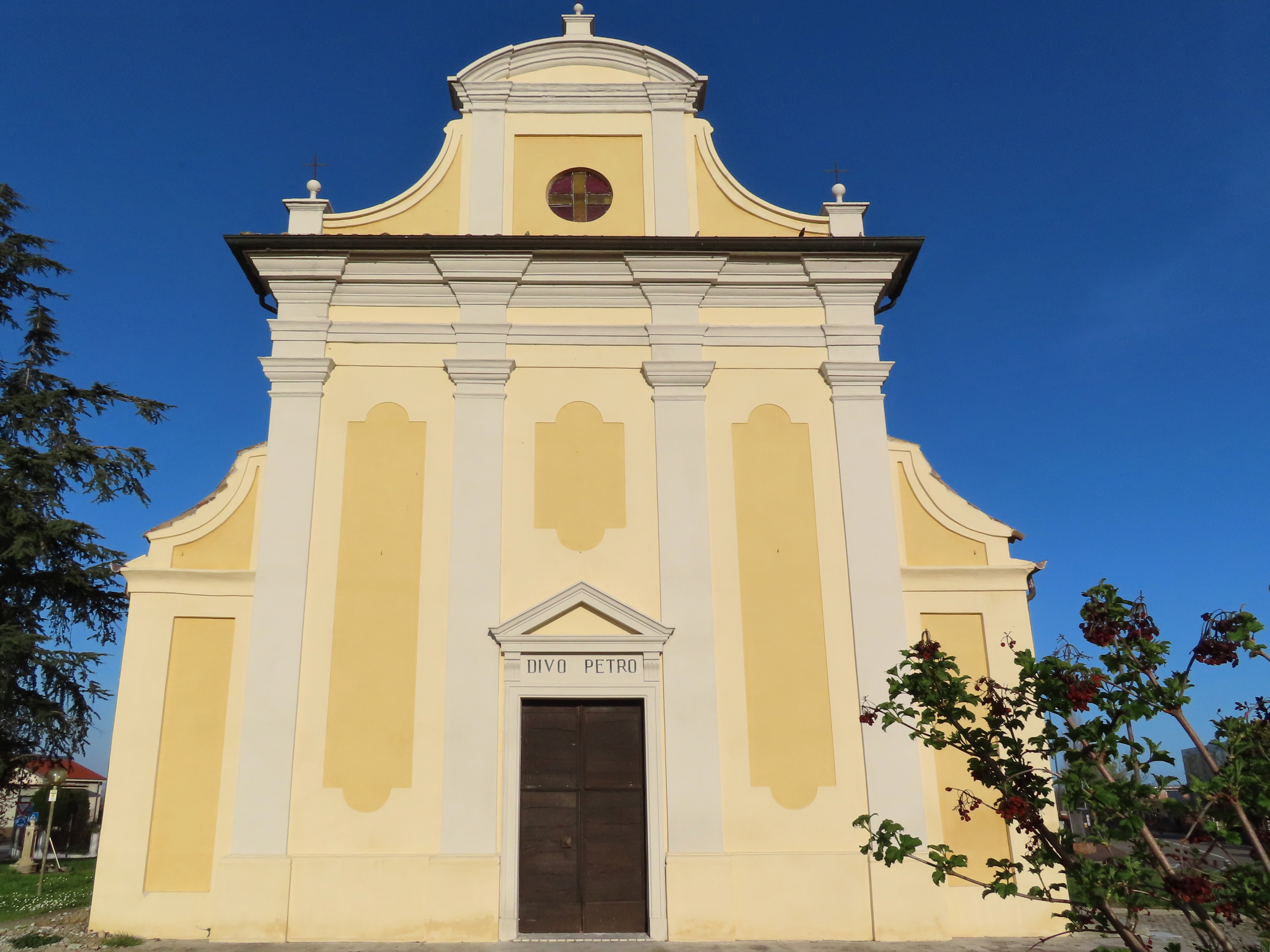
Chiesa di San Pietro in Vincoli

Edificata in epoca medievale probabilmente dai cistercensi dell'abbazia di Chaise-Dieu, la chiesa romanica fu menzionata per la prima volta nel 1230; aggregata nel 1601 alla diocesi di Borgo San Donnino, fu completamente ricostruita in stile barocco nella prima metà del XVIII secolo; al suo interno sono conservate varie opere settecentesche.

## Infrastrutture e trasporti
A nord-est del borgo sorge lungo la linea ferroviaria Fidenza-Fornovo la stazione di Borghetto Parmense, non più utilizzata per il movimento passeggeri.